# 藥品

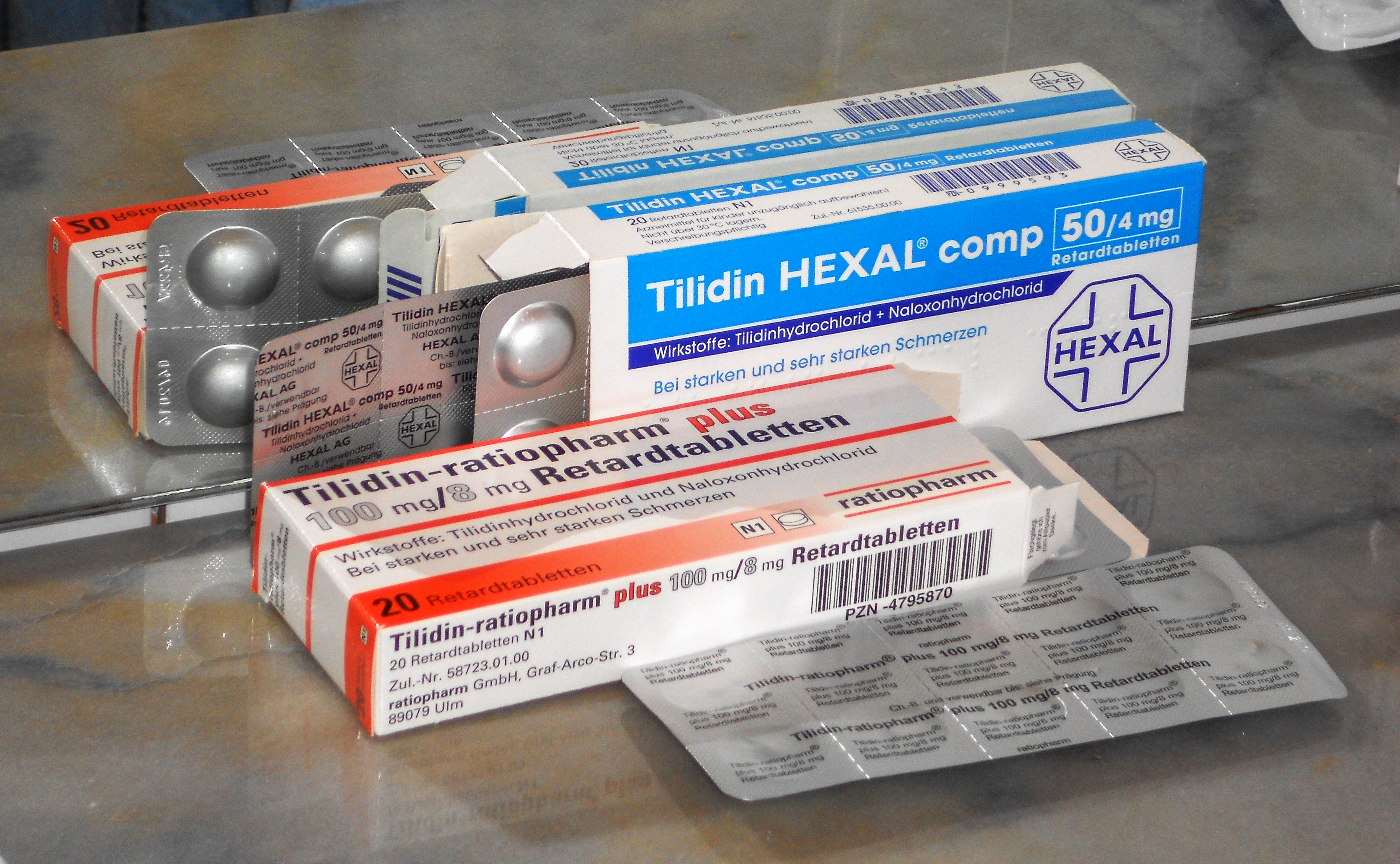
照片中的药物为痛立定，也称三甲氧基安非他命。

药品指一切用作诊断、治疗、预防疾病或减轻痛楚的药物或化学物质。可能是單一的活性成份，或是由多種活性成份組合而成。

## 分類

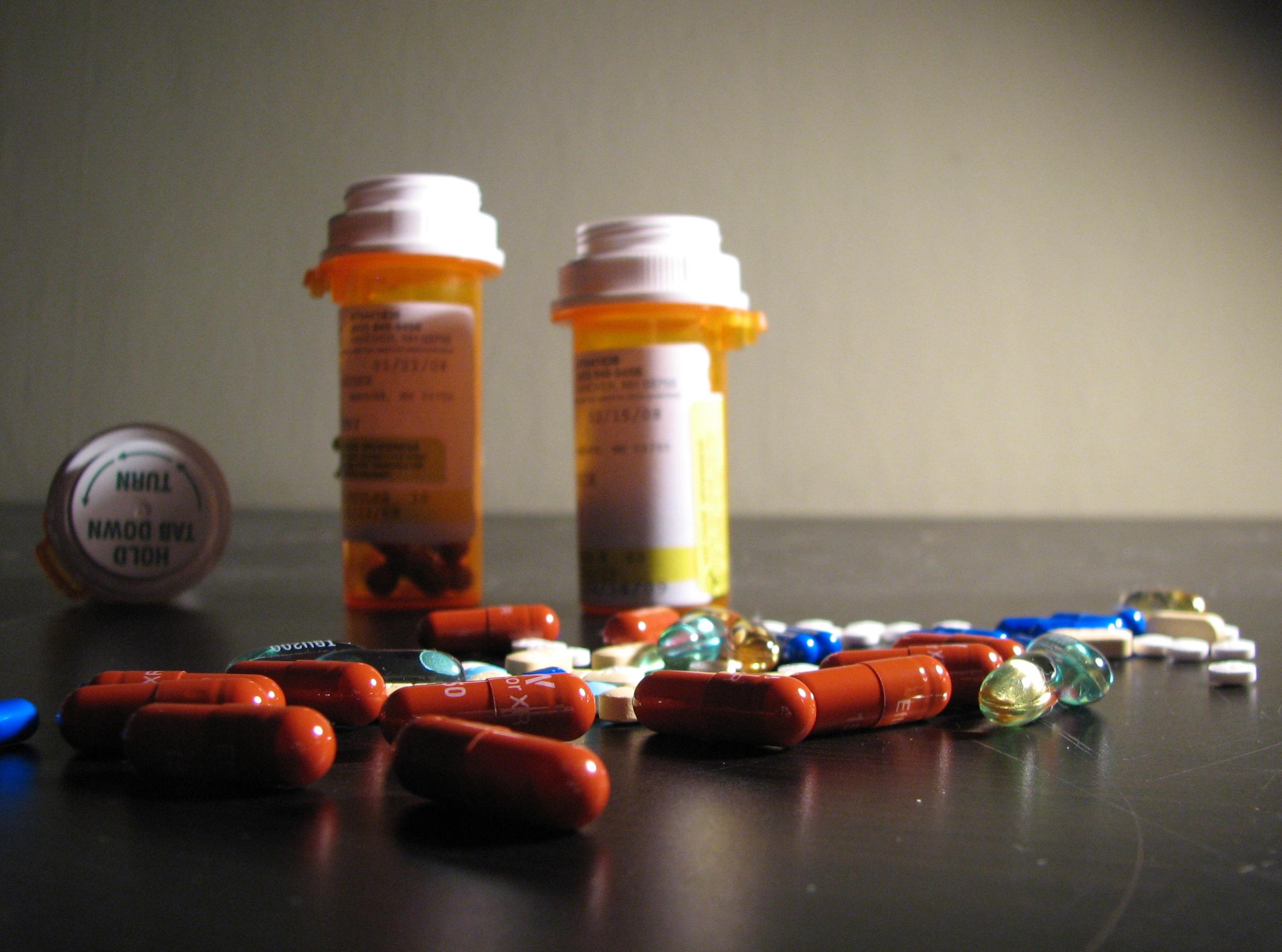

药物治疗可以依多种方法分类，其中最常见的是以化学性质、功效、受影响身体部位或者是治疗效果分类。世界卫生组织（WHO）在1976年推出的解剖学治疗学及化学分类系统（ATC）受广泛应用，同时该组织还发布了一份基本药物列表。
以下是一些药物分类的例子：
1. 退热剂（英语：Antipyretic）：缓解身体发热的症状。
2. 止痛药：减轻身体疼痛症状。
3. 抗疟药：治疗疟疾。
4. 抗生素：抑制细菌的生长。
5. 杀菌剂：防止细菌在伤口周边生长。
6. 情緒穩定劑：锂鹽及丙戊酰胺。
7. 荷爾蒙補充劑（英语：Hormone replacement）：例如普立馬。
8. 口服避孕藥：如异炔诺酮、两阶段避孕药或三阶段避孕药。
9. 兴奋剂：例如哌甲酯。
10. 鎮定劑：眠爾通（英语：meprobamate）、如氯丙嗪、利血平、氯氮䓬、地西泮及阿普唑仑。
11. 羥甲基戊二酸單醯輔酶A還原酶抑制劑（抗高血脂藥）：如洛伐他汀（英语：Lovastatin）、普伐他汀（英语：Pravastatin）、辛伐他汀等。

## 药物类型

### 针对消化系統
- 上消化系統：抗酸药、胃酸倒流抑制劑（英语：Reflux suppressant）、抗氣脹藥（英语：Antiflatulent）、多巴胺拮抗劑（英语：Dopamine antagonist）、质子泵抑制剂、H2受体阻抗剂、細胞保護試劑、殺蟲劑
- 下消化系統：瀉藥、抗痉挛药物、止泻药、胆汁酸螯合剂（英语：Bile acid sequestrant）、鸦片类药物

### 针对循环系统
- 普通药物：β-受体阻滞药、钙通道阻滞剂、利尿剂、强心苷、抗心律失常药、硝酸盐类药物、抗心绞痛药、血管收缩剂、血管舒张剂、外周活化剂
- 影响血压类药物（抗高血压药）：血管紧张肽I转化酶抑制剂、血管紧张素II受体拮抗剂、α-受体阻滞剂（英语：Alpha blocker）、钙通道阻滞剂
- 凝固类药物：抗凝剂、肝素、抗血小板药（英语：Antiplatelet drug）、纤维蛋白溶解剂（英语：Fibrinolysis）、凝血因子VIII、止血剂（英语：Antihemorrhagic）
- 动脉粥样硬化或胆固醇抑制剂：降血脂药物、他汀

### 针对中枢神经系统
影响中枢神经系统的药物包括：迷幻药物、安眠药、麻醉药、抗精神病药、抗抑郁药（包括三环抗抑郁药、单胺氧化酵素抑制剂、锂盐类药物和选择性血清素再吸收抑制剂）、止吐剂、抗惊厥剂、抗焦虑药、巴比妥类药物、运动障碍（如帕金森症）药物、兴奋剂（包括苯丙胺）、苯二氮平类药物、多巴胺拮抗制剂、抗组胺药、拟胆碱药、抗胆碱能药物、催吐剂、大麻素和5-羟色胺受体

### 针对疼痛与意识
镇痛药主要为非甾体抗炎药物、鸦片类药物和如对乙酰氨基酚等的孤儿药。其他诸如麻醉治疗等方法也可用于消除疼痛或麻木病患。

### 针对肌骨失常
治疗肌骨失常的药物通常为非甾体抗炎药物（包括环氧合酶-2抑制剂）、肌肉松弛剂、神经肌肉疾病药物和乙酰胆碱酯酶抑制剂。

### 针对眼睛
- 普通药物： 肾上腺素能神经阻滞剂、收敛剂和眼药水
- 诊断用药物：表面麻醉药（英语：Topical anesthetic）、拟交感神经药、副交感神经阻滞药（英语：Parasympatholytic）、散瞳剂（英语：Mydriasis）、睫状肌麻痹剂（英语：Cycloplegia）
- 抗细菌药：抗生素、表面抗生素、磺胺类药物、氨基糖苷类抗生素和喹诺酮。
- 抗病毒药物
- 抗真菌药：咪唑、多烯类抗真菌药（英语：Polyene）
- 抗炎药：非甾体抗炎药、皮质类固醇
- 抗过敏药：肥大细胞抑制剂
- 抗青光眼药：肾上腺素能激动剂、β-受体阻滞药、碳酸酐酶抑制剂、高渗剂、缩瞳剂（英语：Miosis）、拟副交感神经药（英语：Parasympathomimetic drug）和硝酸甘油。

### 针对耳、鼻及咽部
针对耳、鼻及咽部的药物包括拟交感神经药、抗组胺药、抗胆碱能药、非甾体抗炎药、类固醇、抗菌剂、局部麻醉药、抗真菌药

### 针对呼吸系统
针对呼吸系统的药物主要有：支气管扩张药、非甾体抗炎药、抗过敏药、咳嗽药、黏液动力药、解充血药、皮质类固醇、β2肾上腺素受体激动药、抗胆碱能药和类固醇

### 针对内分泌系统
针对内分泌系统的药物主要有：雄激素、抗雄激素、促性腺激素、皮质类固醇、生长激素、胰岛素、抗糖尿病药（包括磺酰脲类、双胍类药物、二甲双胍、噻唑烷二酮類）、甲状腺激素、抗甲状腺药、降钙素、二磷酸盐药物和血管加压素类似物

### 针对生殖系统和泌尿系统
针对生殖系统和泌尿系统的药物主要有：抗真菌药、喹诺酮、抗生素、胆碱能药、乙酰胆碱酯酶抑制剂、5-α還原酶抑制劑、选择性α-受体阻滞剂、西地那非和助孕药物。

### 针对生育控制
针对生育控制使用的治疗方法主要有：
- 激素避孕（英语：Hormonal contraception）
- 奥美昔芬（英语：Ormeloxifene）
- 杀精子剂

### 针对产科和妇科
针对产科和妇科使用的药物治疗方法主要有：非甾体抗炎药、抗胆碱能药、抗出血药、抗纤维蛋白溶解药、激素治疗、β受体激动剂、促卵泡激素、黄体生成素、促性腺激素释放激素、次亚麻油酸、促性腺激素释放抑制剂、孕激素、多巴胺激动药、雌激素、前列腺素、氯米芬、三苯氧胺和己烯雌酚。

### 针对皮肤
针对皮肤的药物治疗方法有：润肤膏、止痒剂、抗真菌药、消毒剂、抗疥螨剂、杀虱剂、焦油产品、类维生素A、维生素D类似物、角质软化剂、研磨剂、激素、纤维蛋白溶解剂、蛋白质水解剂、防曬油、体香剂和皮质类固醇。

### 针对感染和侵染
针对感染和侵染的药物有：抗细菌药、抗真菌药、抗结核药物、抗疟药、驱虫剂、抗阿米巴药、抗病毒药物、抗原生动物药。

### 针对免疫系统
针对免疫系统的药物治疗方法有：疫苗、免疫球蛋白、免疫抑制剂、干扰素和单克隆抗体。

### 针对变态反应性疾病
针对变态反应性疾病的药物治疗方法主要有：抗组胺药、非甾体抗炎药

### 针对营养学
针对人体人体营养的药物治疗方法有：电解质、肠外营养、维生素、抗肥胖药物、蛋白同化甾类。

### 针对肿瘤疾病
治疗肿瘤采用的药物治疗方法主要有：化学疗法、性激素、芳香酶抑制药、生长抑素抑制剂、重组白细胞介素、粒细胞集落刺激因子和红细胞生成素。

### 针对医学诊断
进行医学诊断常用的药物有：造影剂

### 针对安乐死
使用一些特殊的药剂可以进行安乐死或者协助自杀。
由于许多国家的法律不允许安乐死，因此在这些国家针对安乐死的药物也不会合法地进行生产。

## 給藥
給藥是指藥物進入人體的過程。有三種主要給藥的方式，包括腸道給藥（口服藥物或其他由腸道吸收藥物的方式）、非腸道給藥（主要指利用靜脈注射，使藥物直接進入循環系統）及其他（包括鼻内，局部，吸入等方式）。
藥物有許多的剂型，像是片劑、膠囊或是藥水等。

## 處方藥及非處方藥
依照司法管轄權的不同，藥物可以分為不需醫生处方即可購買的非处方药（OTC），以及需醫生处方即可購買的处方药（POM）。处方药和非处方药的細微差別依各國法律定義而不同。有些地區會有BTC（behind-the-counter）药物，不需醫生处方即可購買，但需放在藥房中客戶無法直接看到的區域，且只能由藥劑師販售。醫生也可能針對处方药開仿單標示外使用，也就是尚未得到醫療主管機關承認的用途。
針對專利藥，各國在一些特定情形下會要求某种药物的拥有者或代理者強制許可藥物的製造。多半是在一些緊急的傳染病流行時，或者是確保在一些所得較低的國家中，也可以負擔像愛滋病用藥等疾病處理藥物。

### 處方做法
一般會指定為处方药的藥物，多半是因為其不良反应，只有在真正需要時才能使用。臨床實踐指南及需批准的臨床試驗有助於確認醫生的处方是否適當，不過有時仍會出現問題。用藥禁忌是指一些不適合使用特定处方的情形，一般是因為交互反應或是副作用。
處方的錯誤包括有开药过量（overprescription）、多重給藥、錯誤給藥（misprescription）、用藥禁忌或是给药说明缺乏细节等。2000年有用一次德尔菲法會議進行處方錯誤定義的研究。

## 藥品仿單
藥品的使用說明書稱為仿單。
- 藥品「仿單核准適應症的使用」(label use)
- 藥品「仿單核准適應症外的使用」(off-label use) 
  1. 需基於治療疾病的需要（正當理由）。
  2. 需符合醫學原理及臨床藥理（合理使用）。
  3. 應據實告知病人。
  4. 不得違反藥品使用當時，已知的、具公信力的醫學文獻。
  5. 用藥應盡量以單方為主，如同時使用多種藥品，應特別注意其綜合使用的療效、藥品交互作用或不良反應等問題。
  6. 依藥害救濟法(台灣)規定，對於病人未依藥物許可證所刊載之適應症或效能使用所產生的藥害，不能獲得藥害救濟給付。